# トウガラシ
トウガラシ（唐辛子、蕃椒、学名: Capsicum annuum）は、ナス科トウガラシ属の多年草または低木（日本など温帯では一年草）。また、その果実のこと。メキシコ原産（南米アンデス地方という説もある）。果実は、辛味のある香辛料（唐辛子）または野菜として食用にされる。
広義にはトウガラシ属をトウガラシと総称することがあるが、ここでは主に C. annuum 1種について述べる。この C. annuum はリンネの『植物の種』(1753年) で記載された植物の一つである。

## 名称
和名トウガラシは唐（中国）から伝わった辛子（辛いたね）の意味である。ただし、「唐」は漠然と「外国」を指す言葉で、中国経由ということではない。別名では、ナンバン、コウライコショウ、ナンバンコショウともよばれる。異名の「ナンバン」（南蛮）は、16世紀ごろに南蛮船によりポルトガル人が日本へ伝えたといわれるところから名付けられたものである。
植物種としてのトウガラシ（学名: Capsicum annuum）には辛みのある辛味種と辛みがない甘味種があり、一般に「トウガラシ」とよばれるものは辛味種のほうを指している。具体的には、果肉が薄く甘味があるベル形の中果種を「ピーマン」、甘味がある果肉が厚い大果種を「パプリカ」とよび、辛味のない小果種を「シシトウガラシ」（シシトウ）、辛味があり香辛料として使われる小果種を「トウガラシ」とよんで区別している。
英名はchili pepper（チリ・ペッパー）、仏名はpiment commum（ピモン・コムム）、伊名ではpeperoncino（ペペロンチーノ）、中国語では辣椒（らっしょう、Làjiāo ラーチァオ）と言う。
学名では、属名 Capsicum はギリシア語で「箱」や「袋」を意味する caspa が語源で、袋状の果実の形状に由来する。異説には「噛む」を意味する kapto が語源との説もある。また種小名の annuum は、「一年生の」植物の意味である。

## 特徴

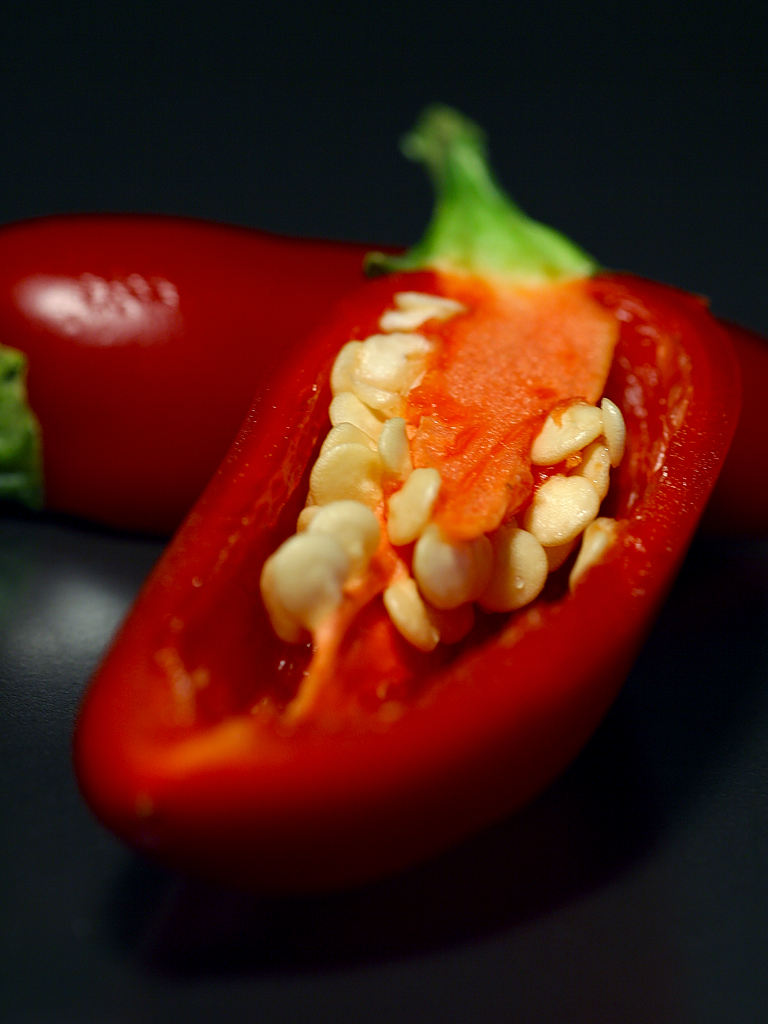
トウガラシの果実 - 種子が付着した中央部が最も辛い胎座である

温帯では一年草で、熱帯では多年草でやや低木（灌木）状になる。世界の温帯から熱帯の広い地域で栽培されている。植物学上は、トウガラシはピーマン、パプリカ、シシトウガラシと同種の植物に分類され、ピーマン・パプリカ・シシトウともトウガラシの栽培品種である。
草丈はふつう70 - 80センチメートル (cm) ほどの草本だが、基部は木質化する。茎は多数に枝分かれし、全体に無毛である。葉は互生。柄が長く卵状披針形、葉の先は尖り全縁。花期は7 - 11月ごろで、白い花を付ける。花弁には斑点が見られない。花の後に上向きに緑色で内部に空洞のある細長い5 cmほどの実がなる。果実は熟すると、一般に赤くなる。品種によっては丸みを帯びたものや短いもの、色づくと黄色や紫色になるものもある。種子の色は、淡黄白色から黄色になる。
実の皮も種子も辛みがある。辛味成分カプサイシンは種子の付く胎座に最も多く含まれており、トウガラシは胎座でカプサイシンを作り出している。トウガラシの種子にはカプサイシンがほとんど含まれていないため、種子だけを食べると辛味を全く感じない。カプサイシンは果皮にも含まれるが、胎座ほど多くない。
シシトウガラシなどの甘い品種は辛い品種と交配が可能である。甘い品種の雌蕊に辛い品種の花粉を交配してできた実は（胎座は甘い品種なので）甘いが、この種子から育った実の胎座は辛くなることがある。従って、辛い品種と甘い品種を植えるときはなるべく距離を置くように注意することが必要である。

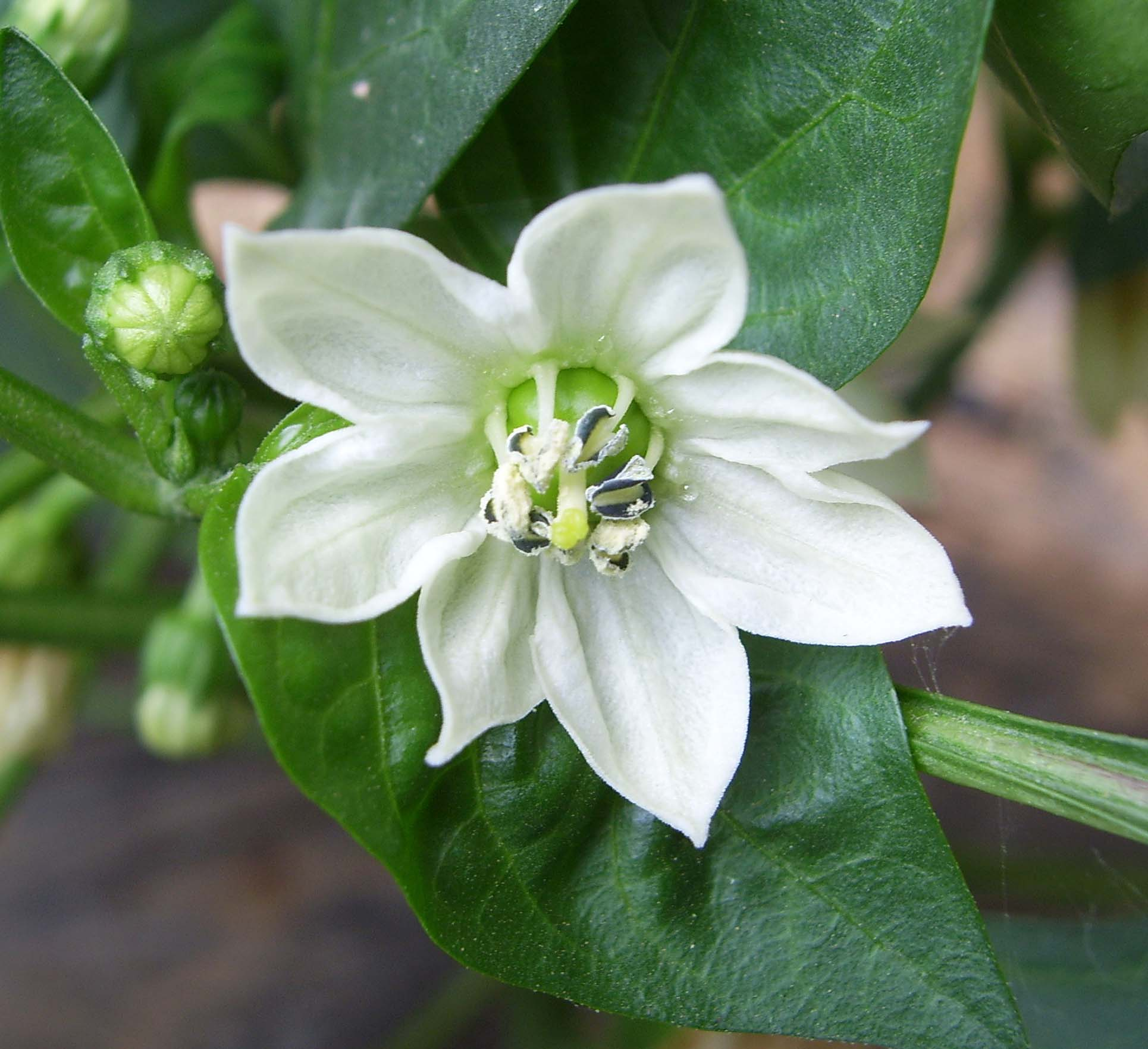
トウガラシの花
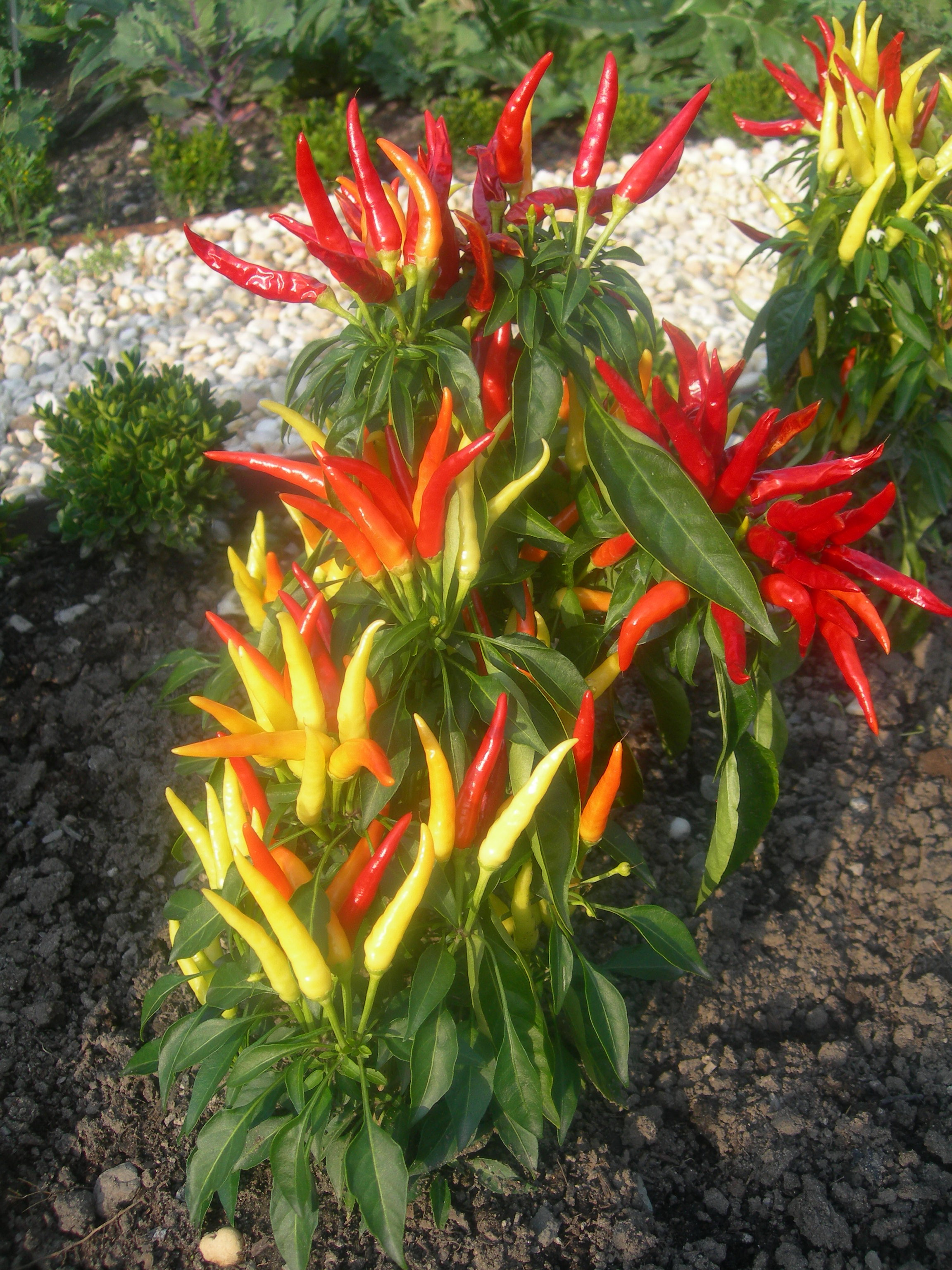
草型

## 歴史
中南米の熱帯アメリカ地域が原産とされる。栽培の起源地はメキシコだと考えられていて、メキシコ中部で紀元前6500 - 5000年頃の栽培型が出土している。アメリカ大陸の各地では、約2000年以上前から栽培が行われていた。南米ペルーでは、1世紀頃の遺跡からトウガラシ模様が入った織物が発見されている。インカ人はトウガラシをアヤ・ウチュ（「辛辣な者」の意）神として崇拝していた。
ヨーロッパへは、アメリカ大陸に到達したクリストファー・コロンブスが1493年にスペインへ持ち帰ったことにより、ヨーロッパ全域に広がった。以後、シルクロードを経て、インドや中国に伝わる。16世紀に伝わったインドではヒハツやコショウに取って代わり、インド料理の味を大きく変えるほど急速に普及した。トウガラシは15世紀に中南米からヨーロッパに紹介されてから、250年足らずでほとんど世界中に広まった。トウガラシは19世紀になるまでアルプスの北側ではあまり食べられてこなかった（この地域では辛味を加える食材としては、寒冷な気候でも栽培しやすいマスタードやホースラディッシュのほうが今でも好まれている）。
日本への伝来は、安土桃山時代以降の16世紀から17世紀頃に複数のルートで同時期に伝わったとされ、1592年の豊臣秀吉による朝鮮出兵のときに種子が導入されたという説や、1542年にポルトガル人によってタバコとともにトウガラシが伝来したという説がある。江戸時代中期から広く栽培されるようになった。江戸時代までは辛味がある品種しかなく、明治時代になって欧米から辛味のない品種（シシトウガラシ）が導入されて、当初は「甘トウガラシ」と呼んでいた。

## 品種

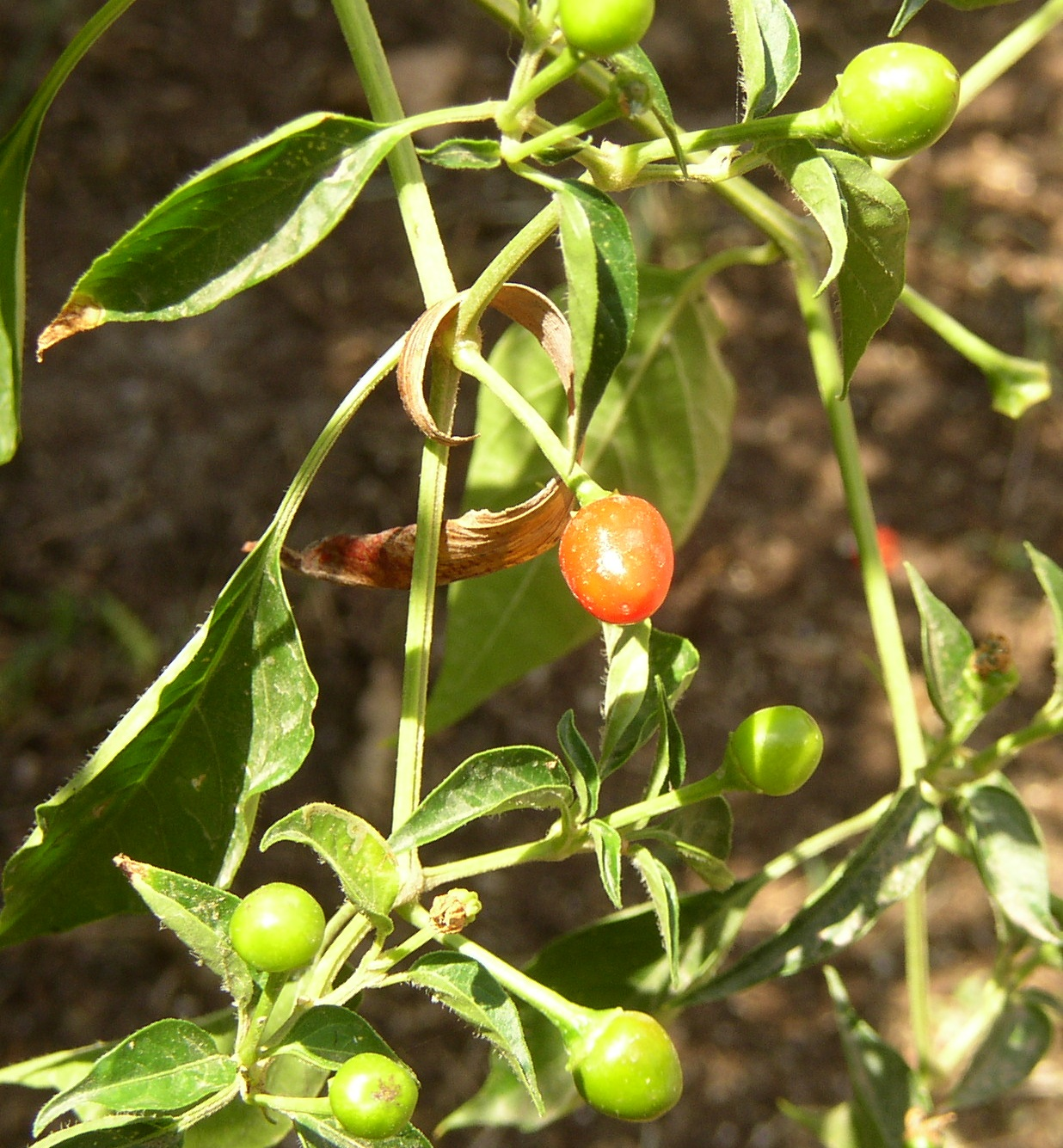
チルテピン

世界中に様々な品種があるが、大きく分けて香辛料として使う辛味種（ホットペッパー、英: Hot pepper）と、ピーマンやパプリカ、シシトウガラシなどの甘味種（スイートペッパー、英: Sweet pepper）に分けられる。赤唐辛子などの辛味品種は、アメリカからヨーロッパに渡って香辛料になり、さらにアジアへと広まった。
実の形状は、大小、長短の品種があり、鷹の爪（たかのつめ）と呼ばれる品種は相当に辛みが強い。実のほとんどが小さく長細いものだが、野生種チルテピンの実は小さく丸い。他に
- 大振り曲状で肩が大きく張り出したもの - 弘前在来トウガラシ
- 大きく「ベル形」 - ピーマン、パプリカ

といったものもある。ピーマンもトウガラシの一品種で、フランス語のトウガラシを示すピマン（piment）から来ている。シシトウガラシなどの辛くない品種が作られたが、栽培を続けているうちに、しばしば先祖返りした辛いのが混じることもある。

### 植物和名ー学名インデックス YList による分類
- Capsicum annuum L. (1753) - トウガラシの標準学名、中国名：辣椒
- Capsicum annuum L. Acuminatum group (1832) - 和名：ソラミトウガラシ、別名：トウガラシ (s. str.)、Cayenne group: Erwin (1932)とする説もある。[24]
- Capsicum annuum L. Cerasiforme group (1898) - 和名：ホシトウガラシ、別名：チェリーペッパー、和名は牧野富太郎による命名で、学名（裸名）を C. glossum var. cerasiforme (Mill.) Makino (1897) とした。[25]
- Capsicum annuum L. Conoides group (1898) - 和名：ゴシキトウガラシ、別名：タバスコペッパー、中国名：朝天椒[26]
- Capsicum annuum L. Grossum group (1846) - 和名：ピーマン、別名：シシトウガラシ[27]
- Capsicum annuum L. Longum group (1846) - 和名：ナガミトウガラシ、別名：ロングペッパー、中国名：長辣椒[28]

主な品種、栽培種は次の通りで、栽培品種は5 - 6群にまとめられていている。
なお、植物種としてのトウガラシの近縁種に、多年草で茎が木質化するキダチトウガラシ（木立唐辛子、C. frutescens）があり、島唐辛子、タバスコペッパー、プリッキーヌーはこの系統の品種である。強烈な辛さで知られるハバネロ、ブートジョロキアも別種カプシクム・キネンセ（C. chinense）である。（#近縁種を参照）

### Cerasiforme group
榎実群、またはチェリー群とも。

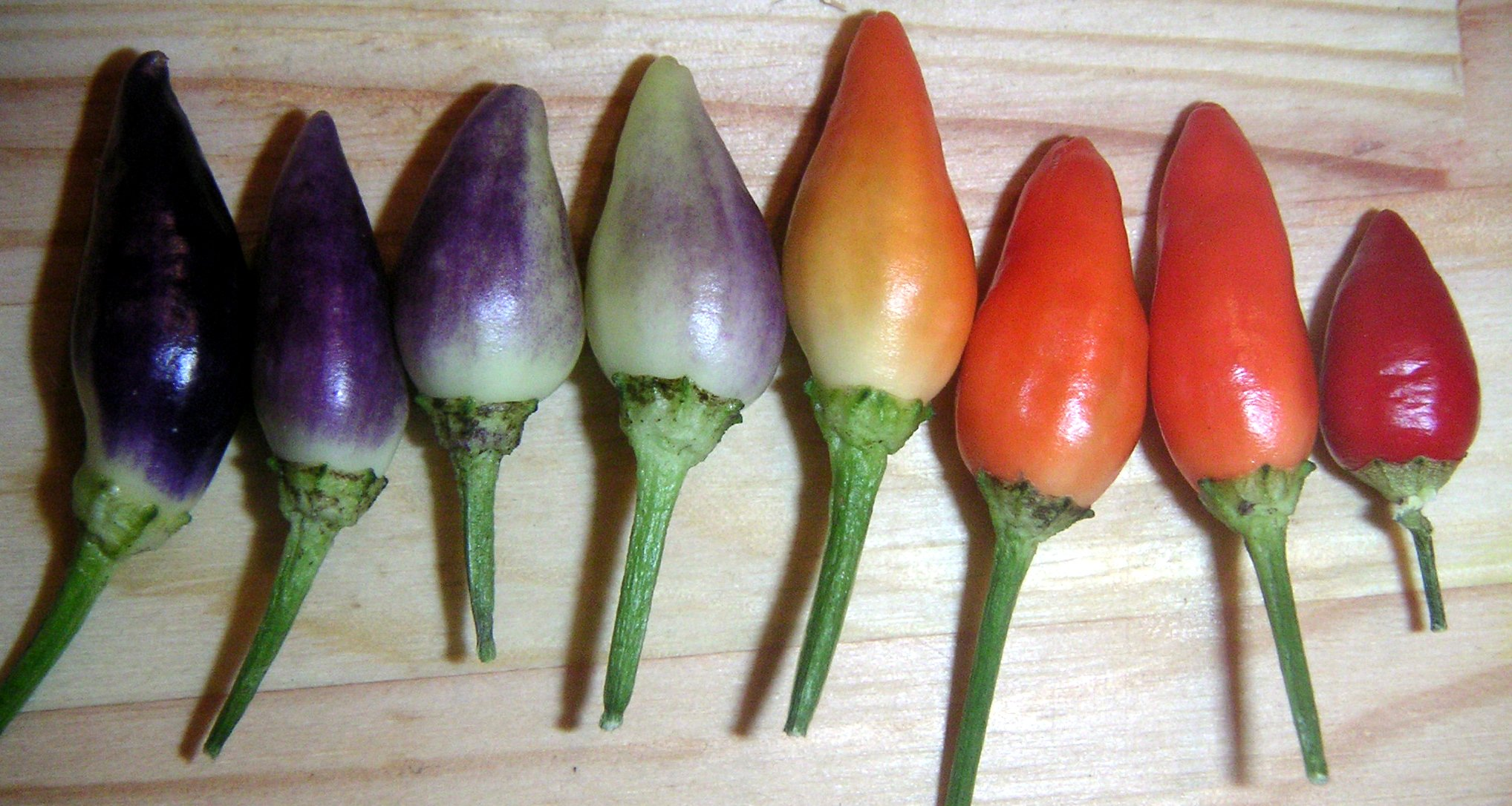
ニューメックス・トワイライト（観賞用トウガラシの1種、学名: Capsicum annuum L. var. acuminatum）

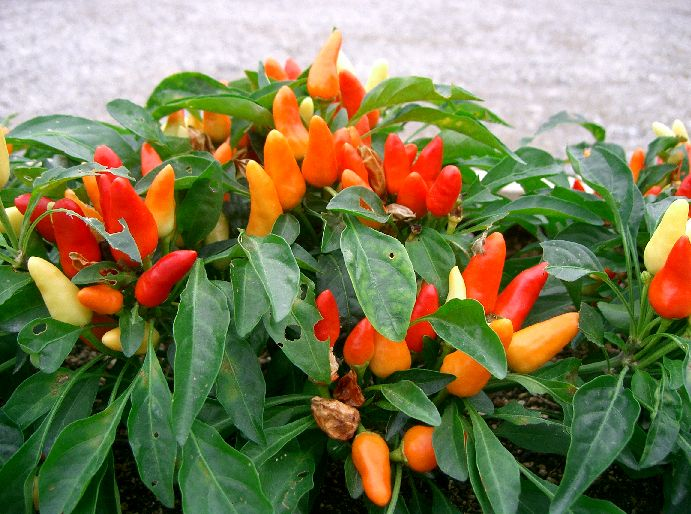
五色トウガラシ

- チェリー・ペッパー（ホシトウガラシ、C. a. Cerasiforme group）- 観賞用や香辛料のトウガラシで、実は小型でほぼ球形。
- ゴシキトウガラシ（五色唐辛子、C. a. var. abbreviatum）- 観賞用トウガラシのハナトウガラシの中で古くから栽培されている品種。Capsicum annuum 系統の五色群　(Celestial group) の品種に分類されている。

### Conoides group
Chili groupの中の1群で、鷹の爪群、またはコーン群とも。学名は Capsicum annuum L. Conoides group。世界的に利用されるトウガラシの栽培種。日本の「鷹の爪」「本鷹」「ダルマ」や、メキシコのチリ（chilies）やアメリカのタバスコ（tabasco）など。
- タカノツメ（鷹の爪、C. a. var. conoides） - タキイ種苗が育成した日本を代表する品種。小さな果実が房状にたくさんできる。乾燥させて香辛料にする[8]。スコヴィル値は4万 - 5万SHU。
- チリペッパー - メキシコのチリ（chilies）やアメリカのタバスコ（tabasco）など。'Aci Sivri'、'Bolivian Rainbow'、'Goat Horn'、'Kung Pao'、'Pequin'、'Poblano' (aka Ancho)、'Thai Small' など。

### Fasciculatum group
Chili groupの中の1群で、八房群ともいう。
- ヤツブサ（八房、C. a. ver. fasciculatum） - 早生品種で、赤い実が上向きにたくさん集まってつくのが特徴で、名前の由来になっている。「愛知三鷹」「静岡三鷹」「細八房」「静岡鷹の爪」「栃木三鷹」「八房」「磐田八房」「仰天」「立八房」「長八房」「姫とうがらし」「光輝（こうき）」などの品種がある。
- 栃木三鷹（とちぎさんたか）

### Longum group (Cayenne group)
伏見群、またはパプリカ群。別名ロングペッパー（Long pepper）。

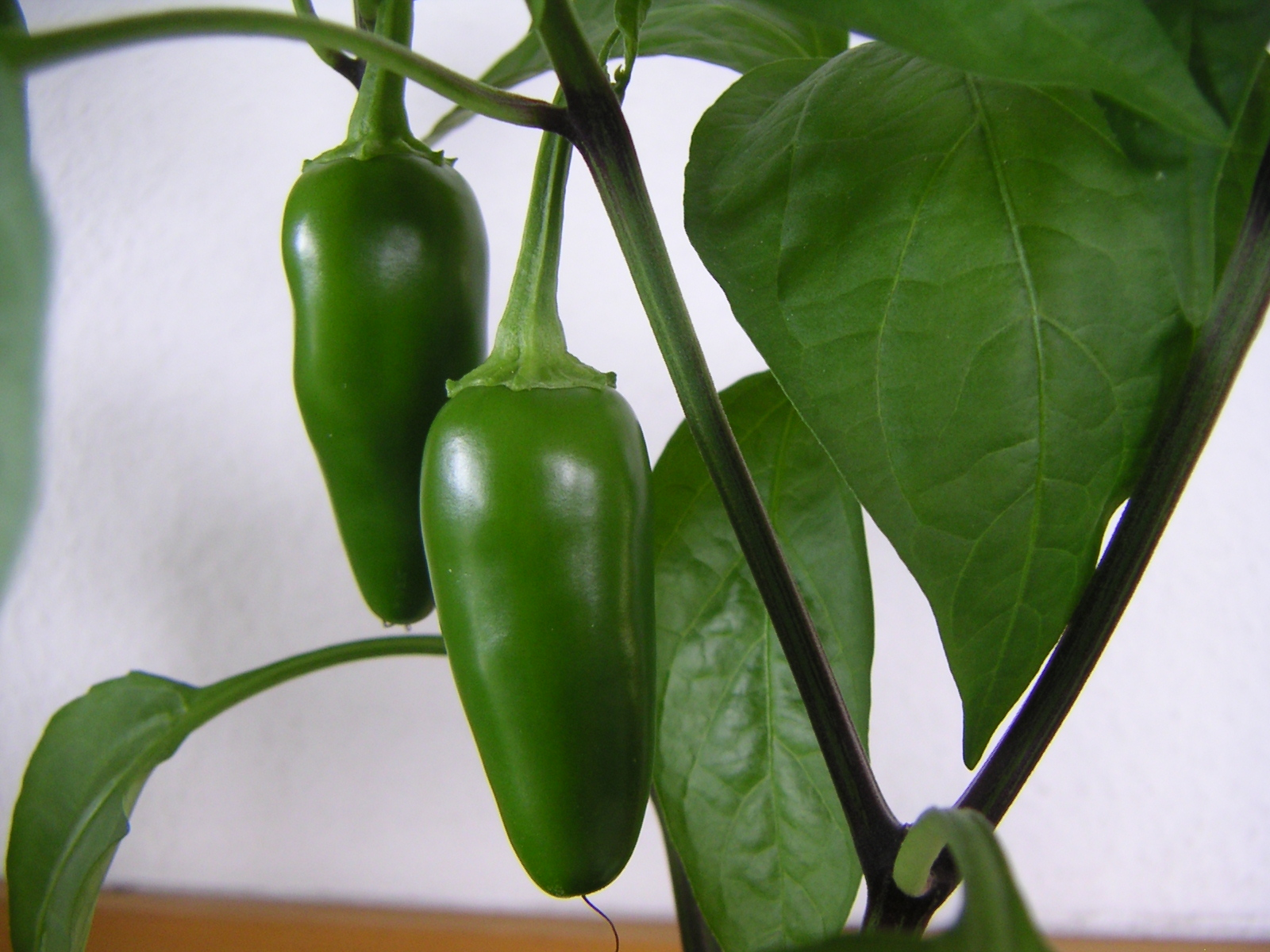
ハラペーニョ

- フシミ（伏見、C. a. var. longum） - 果実が細長く、別名ロングペッパー（long pepper）とも。実は長く、長さ30 cmほどになるものもある。「あじめコショウ」「剣崎なんば」「三宝甘長トウガラシ」「清水森ナンバ」「日光」「ひもとうがらし」「伏見辛」「伏見甘」「伏見甘長」「魔女の杖」「水引とうがらし」など。
- カイエンペッパー（Cayenne pepper、ソラミトウガラシ、C. a. L. Acuminatum group） - 実は下向きに垂れ下がってつき、果長は10 - 25 cm。辛みが強いのが特徴。Cayenne groupを分けることもある。'Carolina Cayenne Pepper'、'Cayenne'、'Cayenne Carolina'、'Cayenne Iberian'、'Cayenne Indonesian'、'Cayenne Large Red Thick'、'Cayenne Passion'など。
- ハラペーニョ（Jalapeno Pepper） - メキシコの品種で「メキシコ唐がらし」とも呼ばれる[29]。実は7 - 9 cmの楕円形をしていて肉厚で、非常に辛く（30,000 - 50,000スコヴィル単位）、ピクルスなどにして使われる [30]。
- ニューメキシコチリ（New Mexico chile） - 米国ニューメキシコ州を代表する青唐辛子。チリペッパーの1種。
- チリセラーノ（Chile serrano、C. a. 'Serrano Sinahusia' ） - メキシコ産の赤トウガラシで、未熟な緑果も利用される。メキシコ料理によく使われる。
- トリニダード・モルガ・スコーピオン（'Trinidad Scorpion Moruga'） - ホットチリペッパーの1品種。スコヴィル値は139 - 80万SHU。
- チルテピン（チテピン、Chiltepin、C. a. var. glabrisuculum） -  野生もある多年生の低木で、高さ1 - 3 m。メキシコのソノラ州やアリゾナ州南部の砂漠の山岳地帯に分布し、9月から1月まで栽培[18]。Capsicum annuum種で最も古い品種と考えられている。野生種はハバネロよりも辛みが強く、スコヴィル値は5万 - 10万SHU。

### Grossum group
大果群または青果群。別名、ベルペッパー（bell pepper）、またはスイートペッパー（sweet peppers）とも。ピーマン（ベル形の中・大果）もこのグループに含まれる。

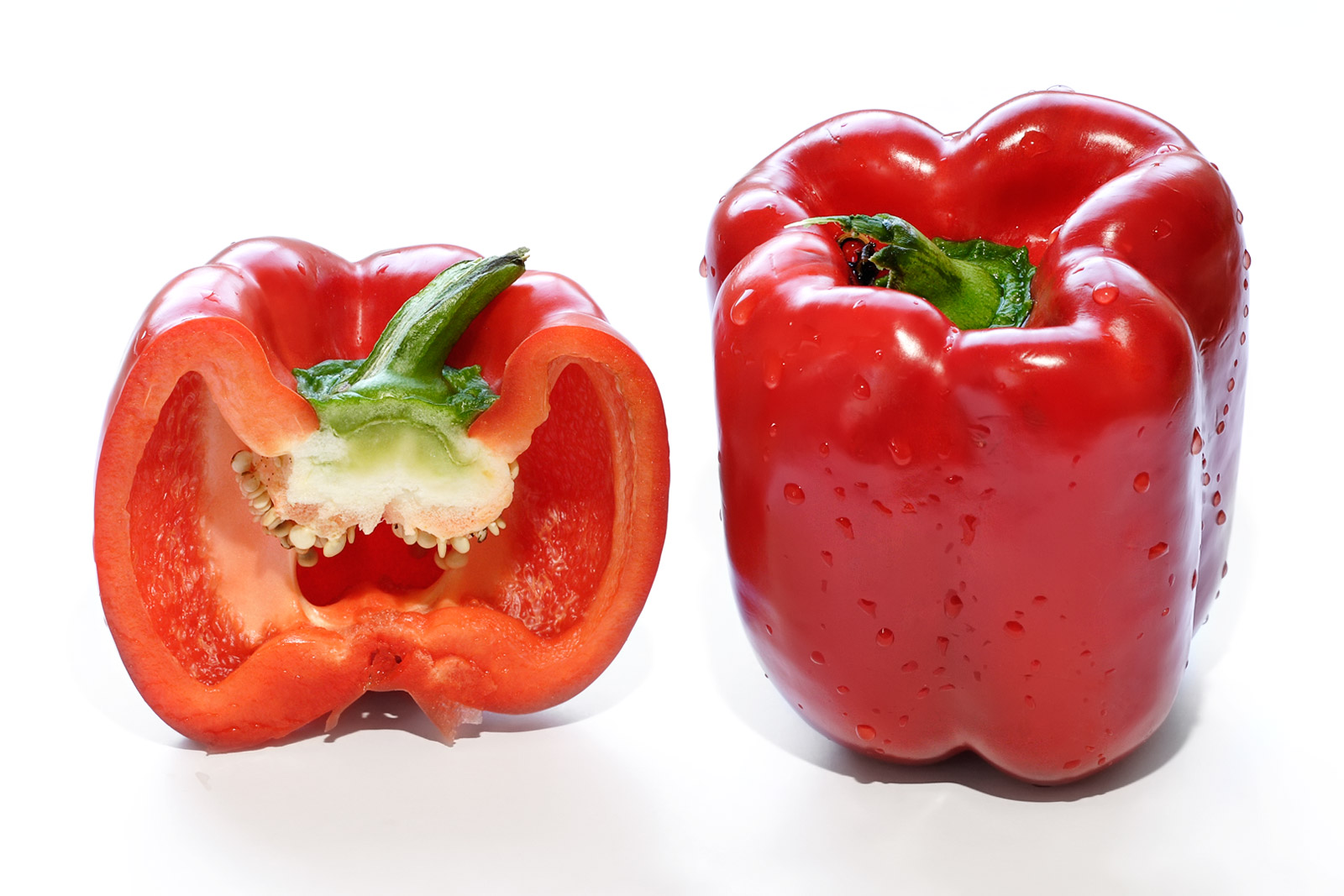
赤ピーマン（パプリカ）

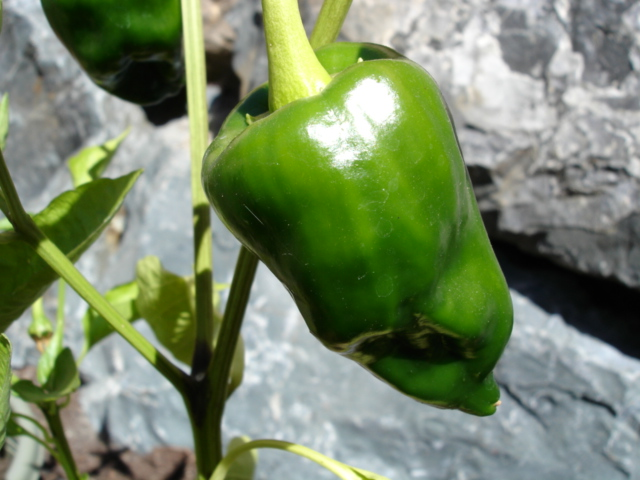
ポブラノ

- シシトウガラシ（獅子唐辛子） - 辛味が少なく、わずかな苦味と特有の香りがあるが、中には辛いものもある。先の形が獅子の鼻に似ていることから[31]。
- ベルペッパー（Bell pepper） - アメリカ合衆国産ピーマン、Bell pepper）、cv. angulosum あるいは、c Cv. gulosum とする説もある。
  - ピーマン - 果実が緑色の未熟果を利用する。辛みは全くない。
  - パプリカ - 大果で肉厚、色は鮮やかな赤色や黄色、オレンジ色などがある。
- ピメント（Pimento pepper、Sweet Salad group） - 大きくて赤いハート形のトウガラシの種類。果肉は甘くて水気が多く、他のトウガラシよりも香りが強い。辛味種のスコヴィル値は100 - 500SHU。「パーフェクション」「スイートミートグローリー」など。
- キューバネル（Cubanelle Pepper, Frying Pepper） - 小型のベル形甘味種。果実は薄緑黄色、しわのある長い円錐形。キューバ、プエルトリコ、ドミニカなどで利用が多い。
- スカッシュ（Squash pepper） - 扁平な果実で、アメリカに多い種類。「サンニー」「ブラック」など。
- ホットベル（Hot Bell Peppers） - マイルドな辛みを持つトウガラシの一種。'Mexibell' など。
- ポブラノ（Poblano Pepper、C. a. var. annuum 'Poblano'） - メキシコのプエブラ州が原産のマイルドでスパイシーなトウガラシ。スコヴィル値は1,000 - 1,500SHU。

### 日本特産種
辛味の強い品種に『鷹の爪』、辛みの薄い品種に『八房トウガラシ』や『伏見とうがらし』などがある。辛味がほとんどない種の代表がシシトウと通称されるシシトウガラシで、京野菜の伏見とうがらし、万願寺とうがらしなどが有名である。
- 万願寺とうがらし
京都府舞鶴市の特産種で、京野菜の一つ。果実は全長10 cm以上になる大型で、果肉に厚みがあり、甘味がある[31]。伏見甘長とうがらしとカリフォルニアワンダー[注釈 1]との交配種[23]。
- 伏見とうがらし（伏見甘長とうがらし）
京都市伏見地区の特産で、京野菜の一つ。果実は細くて全長15 cmと細長く、軟らかくて辛味がない[31][23]。葉は葉唐辛子として佃煮などにして食べられる[34]。
- 甘とう美人 - 果実の長さ15 cmで、やさしい辛味で軟らかい品種[23]。草勢があり分枝の発生が多く、多収穫できるF1品種で、辛味果の発生は比較的少ない[35]。
- 田中とうがらし（田中ししとう） - 甘味種で濃い緑色が特徴。明治初期から京都府愛宕郡田中村（現：京都市左京区田中）でつくられていたというシシトウガラシの一種[23]。
- かぐらなんばん - 辛味種で、新潟県長岡市の伝統野菜。15世紀に入ってきた南蛮の原種に近いといわれ、形がピーマンに似ている[30]。果しんとわたが辛く、外皮は甘い[10]。
- 大和とうがらし - 甘味種で、奈良県（旧大和国）南部の伝統野菜。「紫とうがらし」ともいわれ、加熱すると紫色が淡黄緑色に変化する[30]。多収穫できる固定品種で、実の長さは5 cmで肉厚[35]。
- 篠しし唐がらし - シシトウの一種で、実は長さ14 cmほどで、黒に近い緑色で、肉厚でしっかりしている[10]。
- ひもとうがらし - 鉛筆ほどの細さと長さを持つ甘味種。実は濃緑色で、皮が軟らかく、甘味が強い[35]。
- 土佐ししとう - 高知県（旧土佐国）南部の海岸地域の農家で栽培されきたシシトウガラシの伝統品種。実は全体に細長く、果頂部は獅子頭状ではなくスマートな形をしている[35]。
- あじめコショウ - 岐阜県中津川市福岡地区の伝統野菜。細長い見かけが、地元の川に生息する魚類アジメドジョウに似ていることから、こう呼ばれる。辛味が強く、味噌や砂糖、みりん、青じそとともに炒めて辛味噌をつくる[36]。
- 牛角大王 - トキタ種苗の品種。ピーマンのような食感で、綿の部分に辛みがあり、スパイシーな味わいがある[8]。

## 栽培
露地栽培では、ふつう春に種をまき、夏から秋にかけて果実を収穫する。高温性があり、栽培適温は25 - 30度、夜間は15度以上、地温は25度前後とされる。生育後期は低温に対して強さがあり、晩秋ごろまで生育する。過湿には弱く、根はピーマンよりも繊細であることから、排水性がよい土壌での栽培に適している。一般には、完熟した果実を収穫して、雨の当たらない風通しのよいところに吊して乾燥させてから利用する。未熟果は青トウガラシとして爽やかな辛みを楽しむことができる。
苗作りは育苗箱に1 cm間隔で種をまき、日中20 - 30度、夜間は15度以上に保温養生して発芽させ、本葉が1枚出たころに育苗ポットに移植して、本葉8 - 9枚ぐらいになるまで育苗する。畑は元肥に堆肥などを十分にすき込んで畝をつくり、地温を上げるために黒色ポリフィルムなどでマルチングをして、初期育成の促進に役立てる。苗の植え付けは、畝のマルチに穴を開けて45 cm前後の間隔で行い、早めに支柱を立てて倒伏防止をはかる。定植後の半月後に最初の追肥を行い、以後は15 - 20日ごとに畝の周囲の土に肥料を混ぜ込んで土寄せを行う。植え付けから45日後くらいに収穫期が始まり、葉トウガラシにするときは果実が4 - 5&nbso;cmくらいになったころに株ごと引き抜いて、葉もむしり取って利用する。成熟果は、開花後50 - 60日後がたつと実が赤く熟する。株ごと引き抜いて収穫し、軒下などに吊して乾果にしたら随時利用できる。

## 用途

### 食用
食用にするのは主に果実で、世界中で香辛料として使われていて、日本人にも深くなじみがある。辛味があり香辛料として使用される辛味種と、辛味がないかほとんどない代わりに糖度が高く、主に野菜として食される甘唐辛子（甘味種）がある。熟して赤い辛味唐辛子のこと赤唐辛子といって、別名「鷹の爪」と呼ばれる、乾燥されたものを使うのが一般的である。また、未熟果で緑色をしている辛味唐辛子は青唐辛子といって、タイなどのアジア諸国でよく使われる。甘味種は、品種や栽培環境によって果実に辛味が出る場合がある。辛味種は、赤唐辛子は刺激的な辛味を持ち、特に種子に強い辛味があり、青唐辛子のなかにはシシトウガラシのような味わいを持つものもある。伏見辛の葉のように、葉の部分を食用にできる品種もあり、特有の芳香と苦味、ピリッとした辛さが好まれ、佃煮やしそ巻きになどに使われる。
食材としての旬は夏（7 - 9月）で、赤唐辛子は鮮やかな赤色で、皮につやと張りがあるもの。青唐辛子は、形が揃って緑色が濃いものが良品とされる。
- 香辛料 - 鷹の爪、本鷹、三鷹、八房、ハラペーニョ、スーパーチリ、カイエンペッパー、エスプレット、スコッチボネットなど
- 野菜 - ピーマン、パプリカ、ししとう、ひもとうがらし、弘前在来トウガラシ、伏見唐辛子、万願寺とうがらし、ピメントなど

辛味種は、赤唐辛子でも青唐辛子でも様々な調味料が作られていて、料理に刺激的なメリハリをつける香辛料として、炒め物、パスタ料理、漬物など、幅広く使用される。また甘味種は、煮物、揚げ物などにして、そのものの味を楽しむ料理に使われる。唐辛子を揚げ物に使うときは、実の中の空気が膨張して破裂してしまうので、実は切って使うか、あらかじめ穴をあけておく。葉を使うときは灰汁（アク）が少ないため、下茹でする必要はない。
日本ではあまり栽培されないが、パプリカには多少辛い品種もある。乾燥させて粉末とし香辛料または天然着色料としても使われる。

### 薬用
果実は香辛料として有名だが、食欲増進、消化促進、健胃、唾液分泌促進作用、皮膚刺激作用があり、薬用として使われることがある。秋に果実が赤熟したものを採集して、陰干ししたものを蕃椒（ばんしょう）か辣椒（らっしょう）、または唐辛子と称している。一般用漢方製剤には配合されていないが、主に辛味性健胃薬や筋肉痛、しもやけなどの局所刺激薬として用いられている。日本薬局方では、アルコールなどを加えてチンキにした、トウガラシチンキの製薬原料としている。腰痛、筋肉痛、肩こり、リュウマチ、関節痛、神経痛にトウガラシチンキを塗る。エキスにして温湿布剤に配合したり、筋肉痛、凍傷、養毛に使われたりする。
民間療法では、食欲がないときや消化がよくないとき、胃腸が冷えているときの腹痛・下痢などに、細かく刻んだ唐辛子を薬味（香辛料）として用いる。足のしもやけ予防に、靴の中のつま先部分に、ガーゼなどに唐辛子1 - 2個を包んで入れておく。神経痛、しもやけの外用薬でトウガラシチンキを作るときは、唐辛子を刻み、約3倍量の35度のホワイトリカーに約1か月漬けて、患部に塗る。ただし、トウガラシチンキは温める効果が強いため、患部が冷えていることを確認してから塗るなど用法には注意を要する。

### 防虫・抗菌効果
トウガラシには防虫効果がある事が古くから知られており、書物の保存、ひな人形、五月人形などの物品保存などにも使用されてきた。箪笥などの衣装箱に入れておけば、防虫剤になる。また米の保存など食品保存に用いられていた事もある。かつては、倉庫などで唐辛子の粉を火にくべて、ネズミ駆除にも用いられていた。トウガラシを焼酎に漬け込んで害虫忌避効果がある自然農薬を作る菜園家もいる。トウガラシをアブラナ科、ネギ科、キク科の野菜畑のあちこちに植えておいて、害虫よけにする利用法もある。
アルコール抽出した成分には種の細菌の増殖を抑制する抗菌効果が有るとする報告があるが、乾燥加工した物品では保存中や流通加工工程中で増殖するカビによって、カビ毒に汚染される可能性が指摘されている。

### 葉物野菜
花をつけた頃から実が未熟な頃にかけて茎ごと収穫し、葉物野菜の葉唐辛子として利用される。

## 栄養素と辛味成分
トウガラシの果実は全体の約75%が水分で構成されており、栄養素は比率の多い順で可食部100グラム (g) あたり炭水化物16.3 gが最も多く、たんぱく質3.9 g、脂質3.4 g、灰分1.4 gと続く。果皮には辛味成分のカプサイシンやデヒドロカプサイシン、赤色素のカプサンチン、黄色素のβ-カロテンのほか、ルチン、ビタミンB1・B2・Cなどを含んでいる。そのほかには、アデニン、ベタイン、コリン、ジヒドロカプサイシン、ホモカプサイシン、クリプトキサンチン、ルテイン、クリプトカプシンなどが含まれる。
カプサイシンは非揮発性で、皮膚や粘膜につくと炎症などを起こす、作用の激しい成分である。ただし、注目に値する様々な機能性をもっていることがわかっており、血管を広げて血行をよくして身体を温める作用や、唾液分泌量を増やして食欲を増進させて消化吸収を助ける作用があり、さらに中枢神経を刺激して副腎ホルモンのひとつアドレナリンの分泌量を増やして代謝を活発にする働きもあるとされる。調理にトウガラシを使うと、ヒトが味の塩気の物足りなさを感じにくくなり、食塩の使用量を減らせる効果を得られることについては、カプサイシンそのものが食塩要求量を減らすという研究報告もある。このカプサイシンの割合を示す値はスコヴィル値と呼ばれ、カプサイシンの含有量と割合の高低を測定する上でその単位は無くてはならないものとなっている。
トウガラシにはβ-カロテンが豊富で、生にはビタミンCも豊富に含まれている。他の野菜に比べてビタミン・ミネラル類を含む割合は圧倒的に多いが、使われ方から実際に口に含む量はごく少量であるから、栄養源としては期待できない。
トウガラシの一種、シシトウガラシの栄養成分はピーマンとほぼ同じで、カロテンやビタミンCが豊富に含まれる。トウガラシの葉や葉柄の部分を食用する葉唐辛子は、緑黄色野菜であり、カロテンやビタミンCを多量に含む。

## 生産と消費
国連食糧農業機関（FAO）の2018年時点データによると、国別生産量はインド（180万トン）が世界シェア40％で首位を占める。中華人民共和国（32万トン）は2位だが、経済発展で増える需要を国産だけでは賄い切れず、インドから輸入している。一方で、日本の自給率も10％未満で、年間輸入量（1万2000トン～1万5000トン程度）の約9割が中国産である。火鍋の流入などで、日本も消費量が拡大傾向にある。
日本の主産地は、栃木県、徳島県、千葉県、岐阜県などで、シシトウガラシの場合では、高知県、千葉県、和歌山県、岐阜県などがある。海外から日本へは、主に中国、タイなどの産地から輸入されている。

## 近縁種
トウガラシが属するトウガラシ属は温帯から亜熱帯にかけて分布している。これらのうち、標準和名では C. annuum 1種をトウガラシと呼ぶ。
- C. annuum （トウガラシ）
- C. baccatum （アヒ・アマリージョ／カプシクム・バッカータム） - アヒ・リモンなど。
- C. chinense （カプシクム・キネンセ） - ハバネロなど。
- C. frutescens （キダチトウガラシ） - 島唐辛子（沖縄島とうがらし）、プリッキーヌーなど。
- C. pubescens （ロコト）
- C. chacoense （チャコエンセ）
- C．chinense × C．frutescense ’Bhut-jolokia’（ブート・ジョロキア）

日本で栽培されているのは主にトウガラシだが、沖縄ではキダチトウガラシの品種の島唐辛子が栽培されている。
トウガラシ、キダチトウガラシ、カプシクム・キネンセの3種は花の形態などが酷似しており、交配すると雑種ができるが、雑種が形成する花粉の数割は生殖能力を持たないため、この3種の間には不完全な生殖的隔離が見られる。